# Beta Serpentis
Beta Serpentis, được Latin hóa từ β Serpentis, là một hệ sao đôi  trong chòm sao Cự Xà, trong phần đầu rắn (Serpens Caput).  Nó có thể nhìn thấy bằng mắt thường với cấp sao biểu kiến kết hợp là +3,65. Dựa trên sự thay đổi thị sai hàng năm là 21,03   mas nhìn từ Trái đất, nó nằm ở khoảng cách 155 năm ánh sáng tính từ Mặt Trời.  Hệ thống sao này là một thành viên của Nhóm di chuyển Ursa Major.

## Các thành phần
Sao chính có độ sáng 3,68, thành phần A, là một trong hai kiểu ngôi sao chính-chuỗi hoặc kiểu sao subgiant đã tiến hóa với phân loại sao mức A2 V  hoặc A2 IV, tương ứng. Ngôi sao này có tuổi đời khoảng 267 triệu năm với khối lượng gần gấp đôi Mặt Trời. Nó tự quay nhanh với vận tốc quay dự kiến là 207 km/s.
Sao phụ, độ sáng 9,7 B, nằm ở khoảng cách góc 30,6 giây cung so với sao chính.  Nó là một ngôi sao trong dãy chính với lớp K3 V.
Có một sao đôi quang học cường độ sáng +10,98, thành phần C, nằm cách sao chính 202 giây cung.

## Danh pháp
Hệ sao này là một thành viên của khoảnh sao Ả Rập bản địa al-Nasaq al-Sha'āmī, "Dòng phía Bắc" của al-Nasaqān "Hai dòng", cùng với β Her (Kornephoros), γ Her (Hejian, Ho Keen) và γ Ser (Zheng, Ching).
Theo danh mục các ngôi sao trong Bản ghi nhớ kỹ thuật 33-507 - Danh mục sao giảm có 537 ngôi sao được đặt tên, al-Nasaq al-Sha'āmī hoặc Nasak Shamiya là tên cho ba ngôi sao: Ser as Nasak Shamiya I, γ Ser as Nasak Shamiya II, γ Her as Nasak Shamiya III (không bao gồm β Her).